# This Is How the World Ends
This Is How the World Ends ist das zweite Studioalbum der US-amerikanischen Rock-Band Badflower. Das Album erschien am 24. September 2021 über Big Machine Records.

## Entstehung
Aufgenommen wurde das Album Ende 2020 in den Love Shack Studios in Nashville. Sänger Josh Katz übernahm selbst die Produktion des Albums und wurde dafür vom Produzenten des Debütalbums OK, I’m Sick Noah Shain ermutigt. Laut Josh Katz hätte das neue Album eine „jugendlichere Art der Produktion“ als OK, I’m Sick und würde eher wie die EP Temper klingen. Als Co-Produzenten des Albums werden der Inhaber von Big Machine Records John Varvatos und Scott Borchetta genannt. Gemischt wurde This Is How the World Ends von Zakk Cervini, während Ted Jensen das Mastering übernahm.
Zwischenzeitlich hatten Badflower zwei Singles veröffentlicht. Zunächst am 17. Juli 2020 das Lied 30 anlässlich des 30. Geburtstags von Sänger Josh Katz sowie am 4. März 2021 das Lied Fuck the World. Auf Twitter teilte Josh Katz mit, dass die Band es in Erwägung zog, weiterhin eigenständige Singles oder vielleicht eine EP zu veröffentlichen, bevor sie sich endgültig dazu entschlossen hatte, ein neues Album aufzunehmen. Ende März 2021 verkündete Josh Katz schließlich, dass die beiden genannten Singles nicht auf dem Album erscheinen werden.
Für die Lieder Family und Don’t Hate Me wurden Musikvideos veröffentlicht. Das Video zu Family bereitete Josh Katz in seiner Wohnung in Los Angeles vor und erlernte dafür das Videomapping. Gedreht wurde das Video in seiner Heuscheune. In dem Video zu Don’t Hate Me sind zahlreiche befreundete Musiker von Badflower zu sehen, unter anderem der Waterparks-Sänger Awsten Knight sowie Grandson.

## Hintergrund
Der Albumtitel ist laut Josh Katz „nicht übermäßig spezifisch, sondern fasst die allgemeine Stimmung und den Zustand der Welt zusammen“. Katz hofft zwar nicht, dass die Welt enden wird, aber er „würde sich sehr geehrt fühlen, wenn die Leute entscheiden würden, in diesem Moment die Musik von Badflower zu spielen“.
Fukboi macht sich über die sogenannten „Fuckboys“ und ihre schamlose Lebensart lustig. Bei den „Fuckboys“ handelt sich um junge Männer, die nur an Sex anstatt einer Beziehung mit einer Frau interessiert sind. In dem Text werden viele Charakterzüge dieser Personen offenbart. Mit dem Lied Family verarbeitet Sänger Josh Katz seine Kindheitstraumata. Er versuchte über Jahre hinweg, bestimmte Eigenschaften von ihm zu verstehen. Als Beispiele nannte er, dass er sich ständig von den Menschen distanziert, die ihm am meisten am Herzen liegen, oder dass sich der Umgang mit seiner Familie als Erwachsener so unangenehm anfühlt. Katz beschreibt sich als egoistische und einsame Person, die er nicht sein will. Es wäre einfacher, das Opfer zu spielen, anstatt einfach zuzugeben, dass man selbst dafür verantwortlich ist. Das Lied wäre für alle Menschen eine Erinnerung daran, dass Familie und Freunde so wichtig sind.
Bei Johnny Wants to Fight erfährt der Protagonist Johnny, dass er von seiner Freundin betrogen wurde. Er wird von einer nicht näher genannten Person zu einer Nacht in der Stadt eingeladen, um etwas Dampf abzulassen, was für Johnny allerdings nicht gut ausgeht. Everyone’s an Asshole handelt laut Josh Katz davon, wie Menschen online miteinander kommunizieren. Don’t Hate Me befasst sich mit dem menschlichen Zustand zu versuchen, jemand anderes zu sein. Während der Bridge erklärt Josh Katz, wie er sein ganzen eigenes Leben und sein Auftreten änderte, um zu erreichen, dass ihn andere Menschen mehr mögen. Jeder Mensch hätte schon solche Erfahrungen gemacht.

## Rezeption
Das Onlinemagazin Great Music Stories beschrieb das Album als die am dringendsten benötigte Musik für 2021. Das neue Werk wäre „poetisch in seiner Lyrik, cinematisch in seiner Erzählkunst und beinahe symphonisch in seiner musikalischen und emotionalen Bandbreite“. Der namentlich nicht genannte Rezensent könne die Band mit keiner anderen vergleichen. Sie wären Badflower und „dieses Album könnte nur von ihnen kommen“. Jörg Staude vom deutschen Magazin Rock Hard hingegen kritisierte, dass sich die Band „noch mehr zwischen alle Stühle setzt“. Man habe „das Gefühl, mit jedem Song eine andere Band zu hören“. Staude vergab 6,5 von zehn Punkten. David Hune vom SLAM alternative music magazine attestierte der Band in seiner Rezension, den nächsten Schritt getätigt zu haben und stellte vor allem die „Frische und Einzigartigkeit“ des Albums in den Vordergrund.
Das Album konnte sich nicht in den Charts platzieren. Das US-amerikanische Onlinemagazin Loudwire führte This Is How the World Ends auf Platz 38 der Liste der besten Rock- und Metal-Alben des Jahres 2021.